# Gonzalo Fernández de Oviedo
Gonzalo Fernández de Oviedo y Valdés, född 1478, död 1557, var en spansk historieskrivare.
Oviedo kom 1514 till Amerika, blev 1524 ståthållare i Cartagena i Nya Granada och 1535 i Santo Domingo. Han utnämndes av Karl V till kunglig historiograf och författare till det märkliga verket Historia general y natural de las Indias. Delar av arbetet utkom 1535 och 1557, men först 1851-55 utgavs det i sin helhet. Oviedo Y Valdés arbete, som behandlar såväl natur som folk som historiska händelser i Amerika fram till 1540, är av utomordentligt värde som källskrift för forskningen. Oviedo stödde sig dels på egna iakttagelser under sin 34-åriga vistelse i Amerika, dels på muntliga berättelser eller skrifter av de mest bemärkta samtida därute. Många av hans källor är nu förkomna.